# Aeolostreptis
Aeolostreptis es un género de foraminífero bentónico de la Subfamilia Caucasininae, de la Familia Caucasinidae, de la Superfamilia Delosinoidea, del Suborden Buliminina y del Orden Buliminida. Su especie tipo es Buliminella vitrea. Su rango cronoestratigráfico abarca desde el Santoniense hasta el Campaniense (Cretácico superior).

## Discusión
Clasificaciones previas incluían Aeolostreptis en el suborden Rotaliina del orden Rotaliida.

## Clasificación
Aeolostreptis incluye a las siguientes especies:
- Aeolostreptis marylandica †
- Aeolostreptis vitrea †